# كنيسة يسوع المسيح لقديسي الأيام الأخيرة
كنيسة يسوع المسيح لقديسي الأيام الأخيرة (بالإنجليزية: The Church of Jesus Christ of Latter-day Saints)‏، هي كنيسة مسيحية لها أكثر من 16.8 مليون عضو في العالم، تأسست هذه العقيدة الدينية في عام 1830 على يد جوزيف سميث المعروف عند أتباع الكنيسة بالنبي. كان الأعضاء المنتمون إلى هذه الطائفة الدينية يعدون على أصابع اليد في بداية الأمر، ثم انتشرت وتوسعت هذه الحركة الدينية ووصل عدد متبعيها إلى حوالي 5 ملايين شخص في الولايات المتحدة بالإضافة إلى مليون آخر متفرقين في أنحاء مختلفة في العالم حسب إحصاءات عام 2000. قبل الحرب العالمية الثانية، كان الدخول والإيمان بهذه العقيدة الدينية مقتصرا على الولايات المتحدة و‌المملكة المتحدة وبعض الدول الإسكندنافية ولكن وفي السنوات الأخيرة انتشرت هذه العقيدة الدينية في دول العالم الثالث ففي المكسيك على سبيل المثال يوجد حوالي 1,500,000 عضو في كنيسة يسوع المسيح لقديسي الأيام الأخيرة وقد اعتنق معظمهم العقيدة منذ بدايات سنة 1975. وفي كوريا الجنوبية لم يكن هناك عضو واحد منتمي لكنيسة المورمون في عام 1950 ولكن إحصاءات عام 2020 تشير إلى وجود 89,000 مؤمن بهذا الاتجاه الديني ويرجع هذا الانتشار إلى حملات وبرامج منظمة لنشر أفكار الكنيسة المورمونية.
تعرف الكنيسة أيضاً بالكنيسة المورمونية، يعرف أعضاؤها بالمورمون. المورمونية ديانة مقرها مدينة سالت لايك في ولاية يوتا في الولايات المتحدة الأمريكية. أنشأت كنيسة يسوع المسيح لقديسي الأيام الأخيرة سنة 1830 في ولاية نيويورك من قبل جوزف سميث (أو يوسف سويث). إن المورمونية كنيسة مسيحية ويؤمن أعضائها بالكتاب المقدس كما يؤمن به المسيحيون الأخرون. بإلإضافة إلى الكتاب المقدس يؤمن المورمون بثلاث كتب أخرى يعتبرونها كتب مقدسة وهي كتاب مورمون، وكتاب «المبادئ والعهود»، وكتاب «الخريدة النفيسة».
استنادا إلى تاريخ الكنيسة المورمونية فإن مُنشأ مصطلح المورمون هو نبي ومؤرخ كان اسمه النبي مورمون، والذي قام بنقش كتاب المورمون على ألواح ذهبية وجدها مؤسس الكنيسة المورمونية جوزيف سميث في 22 سبتمبر 1827 في تل كومورا في مدينة مانشستر في ولاية نيويورك، وحسب الرواية التاريخية فإن الألواح كانت تحت حماية ملاك حيث قام جوزيف سميث بتلقي وسيلة من أجل ترجمة الألواح من الملاك، وكانت تلك الألواح بها تاريخ المستوطنين الأوائل لقارة أمريكا الذي كُتب على يد النبي مورمون. يعتبر المورمون أنفسهم جزءا من الديانة المسيحية، ولكن بعض أتباع الكنائس الكاثوليكية والبروتستانتية والأرثوذكسية لا يعتبرهم من ضمن عوائل الكنيسة المسيحية.
هناك مصادر أخرى ومنها رسالة بخط يد جوزيف سميث كتبت بتاريخ 15 مايو 1843 وتظهر في كتاب تعاليم النبي جوزيف سميث، حيث ورد في الصفحة 299 أن كلمة مورمون مشتقة من الكلمة المصرية القديمة مور والتي تعني الشيء الحسن. تشير الكتابات الكنسية المورمونية القديمة ان كلمة مورمون تشير إلى نبي عاش في قارة أمريكا في القرن الرابع حيث أن الخالق الأعظم وحسب العقيدة المورمونية دعى ذلك النبي إلى جمع معلومات ووثائق عن عائلته وأتباعه في كتاب عرف لاحقا بكتاب المورمون وحسب المعلومات الكنسية المورمونية فإنه وبعد وفاة ذلك النبي قام ابنه المسمى مورمون بإخفاء الكتاب في تل كومورا في نيويورك وذلك نتيجة الدمار الذي لحق بأتباع النبي الأول. بعد 1400 سنة من هذه الحادثة وحسب العقيدة المورمونية قام الخالق الأعظم بإرسال النبي مورمون كرسول إلى جوزيف سميث حيث دله على مكان الألواح المخبئة وقام جوزيف سميث وبمساعدة الخالق الأعظم والملاك بترجمة الألواح إلى الإنجليزية.
شهدت بدايات ظهور المورمون جدلاً واسعاً وتعرض اتباع العقيدة المورمونية للكثير من الاضطهاد بسبب الاعتقادات الفريدة التي تميزت بها الكنيسة المورمونية والتي لم تلق ترحيباً من أغلبية المسيحيين الذين حاربوهم بشدة وعنف. مؤسس العقيدة المورمونية هو جوزيف سميث الذي نشأ وترعرع في شمال ولاية نيويورك والذي يؤمن أتباعه بأنه شاهد الخالق الأعظم والمسيح وكذلك الملائكة مع مجموعة من الرؤى الأخرى التي جعلت جوزيف سميث حسب قناعته في مهمة لاستعادة العقيدة المسيحية التي تغيرت حسب تعبيره بعد مقتل رسل المسيح الاثنا عشر والعديد من أوائل المسيحيين. بعد جوزيف سميث أضاف العديد من أوائل قادة المورمون مساهمات وملاحظات مذهبية للكنيسة ومن الأسماء المهمة التي أتت بعد سميث هم أوليفر كوودري، سيدني ريغدون، وبريغام يونغ. يُعتبر استمرار نزول الوحي لحد اليوم وبصورة مستمرة من الخالق إحدى الأركان المهمة في الكنيسة المورمونية التي تعتبر ولاية يوتا الأمريكية مركزا روحيا لها.

## تاريخ الكنيسة

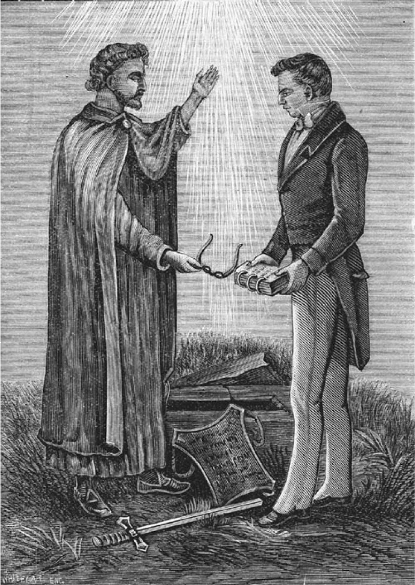
جوزيف سميث يستلم الصفائح الذهبية.

نشأ جوزيف سميث أثناء فترة نهضة دينية في أوائل القرن التاسع عشر وسميت هذه النهضة الدينية «بالصحوة الكبرى الثانية» وكانت هذه الصحوة ردة فعل مسيحية على التوجه العلماني لعصر التنوير الذي شمل جميع أنحاء الولايات المتحدة وخصوصا في الغرب. من الأحداث الكبرى في ما سُمي بفترة «الصحوة الكبرى الثانية»، الاجتماع الكبير الذي عقد عام 1801 في كاين ريدج في كنتاكي والذي أظهر المشاركون فيه بعض الممارسات الدينية التي كانت تركز على العلاقة الشخصية بين الخالق والمخلوق مثل الرؤى الدينية و«كارزماتا» والتي يكمن تعريفها بهبة ذات طابع روحاني يمنحه الخالق لإنسان ما والتفوه أو الهمهمة بكلمات غير مفهومة ولا تعود إلى اية عائلة لغوية يعتبرها مرددها لغة إلهية أو لغة ملائكة. هذه النوعية من الطقوس الدينية كانت متعارضة مع رأي المسيحية التقليدية المقتنعة ان فترة الهبات الروحانية والرؤى والوحي قد انتهت مع موت تلاميذ المسيح. ولكن هذه النقاط كانت ركيزة أساسية في موجة الصحوة المسيحية في الولايات المتحدة وكان أحد النشطاء في هذه الحركة والد جوزيف سميث الذي كان يقول بأنه وأباه من قبله كانوا يتواصلون مع الخالق من خلال رؤى وأحلام.
إحدى عناصر الفكر الديني في ذلك الفترة والتي أثرت لاحقا على نشوء العقيدة المورمونية كانت حركة استعادة الحركة الأولى والذي كان مؤسسها بارتون دبليو ستون والذي كان من الأشخاص الذين حضروا الاجتماع الكبير في كنتاكي عام 1801 وكان ستون مقتنعا بأن الانقسام بين الطوائف المسيحية سببه حسب ما وصفه بالردة عن تعاليم المسيح وإن تصحيح المبادئ المسيحية حسب رأيه يجب أن تكون عن طريق العودة إلى الممارسات المبينة في العهد الجديد. بينما كانت هذه الأفكار تنتشر في غرب الولايات المتحدة كان جوزيف سميث يعيش في شرق البلاد وتحديدا في غرب نيويورك. وفي ذلك الوقت أدّت الهجرة المكثفة إلى المدينة إلى تواجد مزيج من المعتقدات الدينية التي كان أتباعها المختلفين يعادون بعضهم بعضا على الأغلب، وكانت العقيدة الأكثر شهرة في حينها في نيويورك هي مجموعة الصحوة بزعامة تشارلز غرانديسون. بسبب عدم التواجد المنظم والمكثف لرجال دين مسيحيين تقليديين في منطقة نيويورك فإن الولاية كانت مفتوحة من أوسع أبوابها للابتكارات الدينية والحركات الدينية وغير الدينية. وأصبحت المنطقة مكانا خصبا للأفكار الفولكلورية الدينية مثل استعمال حجارة لها مغزى روحي لاكتشاف كنز تحت الأرض أو نبع ماء من تحت الصخور.

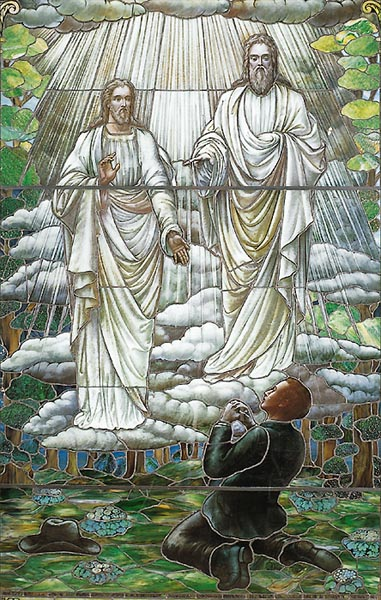
الرؤية الأولى لجوزيف سميث، رسم على زجاج ملون.

كان جوزيف سميث نفسه يستعمل حجارة وجدها بعد رؤيته الأولى للمسيح في أحد أحلامه وورد في كتاب المورمون بأن جوسيف سميث أُطلق عليه اسم «أوريم وتميم» وهو مشابه لفكرة الوحي الإلهي. في عام 1832 صرّح سميث بان ملاكا أخبره بمكان ألواح المورمون الذهبية وإنه شاهد بلورات تنتظم في شكل كبير على هيئة صخرتين ذات انحناء فضي أعده الخالق لسميث ليساعده في ترجمة الألواح الذهبية. أوائل الرجال والنساء الذين جاؤوا إلى تشكيل ما أصبح يعرف في هذا اليوم بكنيسة يسوع المسيح لقديسي الأيام الأخيرة كان لهم أفكار مشتركة مع الحركات الدينية السائدة آنذاك والمنادية بالصحوة والعودة إلى جذور المسيحية حسب عقيدتهم. بالرغم من أن هذه الحركات الايمانية كانت بحاجة إلى «استعادة الكنيسة الحقيقية» ولكن المورمون أيضا كانوا مقتنعين أن وجود صلاحية مباشرة من الخالق يُتعبر أمرا ضروريا لشرعية الكنيسة الناشئة.
يعتبر المورمون الرؤية الأولى لجوزيف سميث في عام 1820 في غابة بالقرب من منزله البداية الفعلية للعقيدة المورمونية حيث وصف سميث ظهور المسيح له ومسحه لكافة خطايا سميث. تورد الكتابات التاريخية اللاحقة رواية أخرى مختلفة بعض الشيء وهو أن الخالق الأعظم بالإضافة إلى المسيح ظهروا لسميث وإن حوارا دار بين سميث والمسيح حيث قال سميث أن جميع الطوائف المسيحية أصبحت فاسدة. وصف سميث أيضا العديد من الرؤى المتعلقة بالملائكة، وشمل البعض من رؤاه نبيا محاربا من قارة أمريكا يسمي نفسه «موروني»، استنادا إلى كتابات سميث فإن ملاك هذا النبي زاره مرات عديدة وساعده في العثور على مجموعة من اللوحات التي تحتوي على كتابات قديمة كتبها بنفسه قبل وفاته. تتضمن الكتابات على الصفائح الذهبية، وفقا لسميث، سردا لمختلف الأمم التي سكنت القارة الأمريكية قديما ووصف الطريقة التي وصلوا بها إلى القارة بمساعدة المسيح نفسه ولكنهم وبعد وصولهم العالم الجديد ارتدوا عن تعاليم المسيح من خلال سلسلة من الحروب والفساد. ترجم سميث الألواح عن طريق هبة من الله وصفها سميث «بأوريم وتميم» اللتان كانتا حجارة ذات حافة فضية. وأثناء الترجمة لم يسمح سميث لأحد برؤية الألواح الذهبية ولكن في عام 1829 زعم 3 شهود أنهم شاهدوا الألواح الذهبية بمساعدة الملائكة بينما ولاحقا كتب 8 شهود أخرون ان سميث أظهر لهم الألواح بنفسه.
طُبعت الترجمة الكاملة للألواح في مارس من عام 1830 وسُميت هذه الطبعة بكتاب المورمون. يسرد كتاب المورمون معلومات أكثر بكثير من مجرد سرد قصص تاريخية عن المستوطنين الأوائل، واستقبل اتباع سميث الكتاب بحفاوة وتم اعتماده كمثل الكتاب المقدس وبأهمية مماثلة. ينص الكتاب في عنوان الصفحة الأولى يقول بأنه محاولة لتعريف المواطنين الأصليين لقارة أمريكا «ماهية الأشياء العظيمة التي فعلها الرب لآبائهم» و«اقناع اليهود وغير اليهود أن المسيح هو الرب الأبدي».

## اعتقادات الكنيسة
يطلق المورمون مصطلح بنود الإيمان على بيان كُتب بخط يد جوزيف سميث لوصف العقيدة الدينية لدى كنيسته. كان البيان في الأصل رسالة أرسلها سميث في عام 1842 إلى جون ينتورث المحرر في صحيفة شيكاغو ديمقراط عندما  سأل الأخير سميث عن المعتقدات الأساسية لكنيسته. والرسالة هي قائمة بثلاثة عشر بندًا. يعتبر اتباع كنيسة يسوع المسيح لقديسي الأيام الأخيرة هذه البنود بيان أساسي ذات طبيعة لاهوتية.

- نؤمن بالله الأب الأبدي وبإبنه يسوع المسيح وبالروح القدس.
- ونعتقد أن الرجال سيعاقبون بسبب ذنوبهم وليس بسبب خطيئة آدم.
- ونعتقد أنه من خلال كفارة المسيح قد خلصت البشرية، من خلال إطاعة القوانين والوصايا من الإنجيل.
- نحن نؤمن بأن المبادئ والمراسيم الأولى للإنجيل هي: أولا الثقة في الرب يسوع المسيح. ثانيا التوبة. ثالثا التعميد لمغفره الخطايا. رابعا وضع الأيدي لنوال الروح القدس.
- ونحن نعتقد أن الرجل يجب أن يكون مدعواً من الله بواسطة النبوة، وبوضع الأيدي ممن لهم السلطة لنشر الإنجيل وإدارة الوصايا في ذلك.
- ونعتقد في نفس المنظومة التي كانت موجودة في الكنيسة البدائية، وهي الرسل والأنبياء والقساوسة والمعلمين والدعاة، وهلم جرا.
- إننا نؤمن بموهبة الألسنة والنبوة، والرؤى، والشفاء، والترجمة وهلم جرا.
- ونرى أن الكتاب المقدس هو كلمة الله بقدر ما تُرجم صحيحاً؛ ونعتقد أن كتاب المورمون هو كلمة الله أيضاً.
- نؤمن بكل ما كشفه ويكشفه الله الآن ونؤمن بأنه لم يكشف بعد العديد من الأشياء الكبيرة والهامة المتعلقة بملكوت الله.
- ونعتقد بما كُتب حرفياً عن إعادة جمع إسرائيل وعن استعادة القبائل (الأسباط) العشرة ونؤمن بأن صهيون (أورشليم الجديدة) ستقام على القارة الأمريكية. وبأن المسيح شخصياً سيسود على الأرض. وبأن الأرض سوف تكون متجددة ومجيدة.
- نعلن امتياز عبادة الله وفقاً للقواعد الخاصة بنا وبضميرنا ونتيح لكل الرجال نفس الامتياز فليعبدوا الله كيفما وأينما أرادوا.
- إننا نؤمن بطاعة وتكريم الملوك والرؤساء والحكام والقضاة. نصدق ونأمل كل الأشياء ولقد تحملنا الكثير، ونأمل أن نتمكن من تحمل الكل. إذا كان ثمة أشياء رائعة فاضلة حميدة وحسنة فسنسعى إليها.
- إننا نؤمن بضرورة أن نكون صادقين عفيفين وبأن نعمل الخير لجميع الرجال. وفي الحقيقة نستطيع أن نقول إننا نتبع قول بولس.

## الثالوث الأقدس
يختلف مفهوم الخالق الأعظم عند المورمون باختلاف الفترة التاريخية للكنيسة وحسب الطوائف المورمونية المختلفة التي انبثقت لاحقا من المورمونية الرئيسية فهناك تنوع في مفهوم الخالق الأعظم من مفهوم الأقانيم المختلفة (الأب والابن والروح القدس أنماط مختلفة لإله واحد) إلى مفهوم القوى الثلاث المنفصلة على شكل مثلث وانتهاء إلى فكرة الثالوث الأقدس. المبدأ السائد حول الألوهية في المورمونية الرئيسية هو ان الأب والابن والروح القدس هم ثلاث كينونات منفصلة، الأب والابن عند المورمون لهم صفات جسدية والروح القدس هو كينونة روحية. توصي الكنسية المورمونية بعبادة الإله الواحد الصحيح والحي وفي هذا اختلاف واضح عن عقيدة الثالوث الأقدس التي يؤمن بها الغالبية العظمى من المسيحيين وهذه كانت إحدى الأسباب التي جعلت المورمونية في الظل مقارنة ببقية الطوائف المسيحية. في بداية الحركة كان معظم أتباع الكنيسة من خلفية بروتستانتية ومقتنعين بمبدأ الثالوث. على النقيض من الثالوث الأقدس كان جوزيف سميث يعلم أتباعه بأن الأب والابن هيئات جسدية منفصلة تتحد معا بواسطة روح القدس وهذا هو التعليم الذي يتبعه كنيسة يسوع المسيح لقديسي الأيام الأخيرة. بعض التقسيمات الأخرى ضمن المورمونية ومنها على سبيل المثال كنيسة المجتمع المسيحي وهي ثاني أكبر مذهب منبثق من المورمونية تعلم أتباعها عقيدة الثالوث الأقدس التقليدية.كتاب المورمون وكل المواثيق المورمونية تصف الأب والابن والروح القدس بأنه «إله واحد» ولكن أتباع كنيسة يسوع المسيح لقديسي الأيام الأخيرة يفهمون بأن هذه الوحدانية هو وحدانية في الجوهر والرغبة والغرض للصفات الإلهية مع حفاظهم على تمايزهم الجسدي والشخصي بمعنى آخر فإن الثالوث ليس كائن من مادة واحدة. في بعض مقاطع كتاب المورمون يظهر المسيح على شكل روح القدس قبل ولادته وعلى شكل إنسان بعد الولادة. قبل ميلاد المسيح يصف كتاب المورمون يسوع على هيئة روح بدون لحم ودم ولكن تلك الروح كان شبيها بما كان سيؤول عليه شكل المسيح لاحقا.
يصف المسيح نفسه في كتاب المورمون قائلا: «ها أنا الذي تم إعداده من يوم تأسيس الخلق كي أخلص شعبي. ها أنا يسوع المسيح أنا الأب والابن من خلالي سيبدأ بنو البشر الحياة وإلى الأبد، بل إن كل من آمن باسمي سيصبحون أبنائي وبناتي»، في مقطع آخر من كتاب المورمون يذكر النبي إبينادي: «أود أن تفهموا أن الله ذاته سيهبط بين الأطفال والرجال ليخلص شعبه ولأنه متجلي في جسد إنسان فسوف يسمى ابن الرب وسوف يُسخّر ذلك الجسد لخدمة الأب. هو الأب والابن، الأب لأنه جاء للوجود بإرادة الخالق الأعظم والابن لأنه متجسد في جسد من لحم ودم». بعد قيامة المسيح حسب العقيدة المسيحية وصعوده إلى السماء وأثناء ذلك الصعود يضيف كتاب المورمون بأن المسيح ظهر لمجموعة من الناس في قارة أمريكا وكان ظهوره مصاحبا بصوت الله الأب يعلن قدوم المسيح والذين كانوا هناك وشاهدوا تلك الحادثة شعروا بوجود الروح القدس ويرى البعض ان في هذه الصورة تقاربا مع صورة يوحنا المعمدان وهو يعمد المسيح في العهد الجديد. يذكر كتاب المورمون بأن الأب والابن والروح القدس واحد (نيفي 11:36)، تفسر كنيسة يسوع المسيح لقديسي الأيام الأخيرة هذه الوحدانية بوحدانية مجازية للروح والغاية والمجد وليس الوحدانية الجسدية المادية. من ناحية أخرى هناك تيارات بروتستانتية داخل المورمون مثل كنيسة مجتمع المسيح تؤمن بفكرة الثالوث الأقدس التقليدية. معظم المورون في الوقت الحالي لايتقبلون فكرة وجود قسمين للخالق الأعظم يكون الأب فيها بمثابة الروح بينما الروح القدس هو العقل المشترك بين الأب والابن. في عام 1843 قدّم سميث سرده الكامل لحادثة الرؤية الأولى وفيه قال أن الأب كان على هيئة مادية من لحم ودم مثل الابن تماما بينما لم يكن الروح القدس على هيئة اللحم والعظام بل كان كينونة أثيرية من الروح.

## خصائص مميزة
منذ نشوء المورمونية كانت هناك ولا تزال اختلافات عقائدية صميمية مع الأغلبية المسيحية، ومنذ نشوء كنيسة يسوع المسيح لقديسي الأيام الأخيرة لم تعترف الكنائس المسيحية الرئيسية بالمورمونية كجزء من الديانة المسيحية بسبب الخصائص والأفكار الفريدة حول العقيدة والألوهية وفكرة الخلاص. أحد جذور الخلاف هو قناعة المورمون بأن جوزيف سميث هو رسول ونبي مثله مثل موسى استلم ألواحا ووحيا، وكان الوحي الأولي مثيرا للجدل حيث تم تكليفه بما عبر عنه باستعادة كنيسة يسوع المسيح في جميع أنحاء الأرض. يعتقد المورمون أن كنيستهم هي وريثة الكنيسة التي أنشأها المسيح وتلاميذه والمسيحيون الأوائل وأن الوحي الإلهي عملية مستمرة ولم تتوقف وهذا يناقض الأغلبية المسيحية المؤمنة بأن عصر الوحي الإلهي قد انتهى برحيل تلاميذ المسيح وانتهاء العصر الرسولي المسيحي. من وجهة نظر المورمون فإن الاختلاف الرئيسي بين عقيدتهم وبقية الأغلبية المسيحية هو ببساطة أن جوزيف سميث تم اختياره من الله كنبي وأوعز إليه استعادة سلطة الكهنوت والمذاهب المسيحية المختلفة. على النقيض من المورمون فإن معظم الطوائف المسيحية الأخرى تؤمن بأن عصر الأنبياء قد مضى وترفض مبدأ استمرار الوحي كما إنهم يرفضون التسليم بأن كتاب المورمون هو نص قديم، أو إنه من وحي الله.

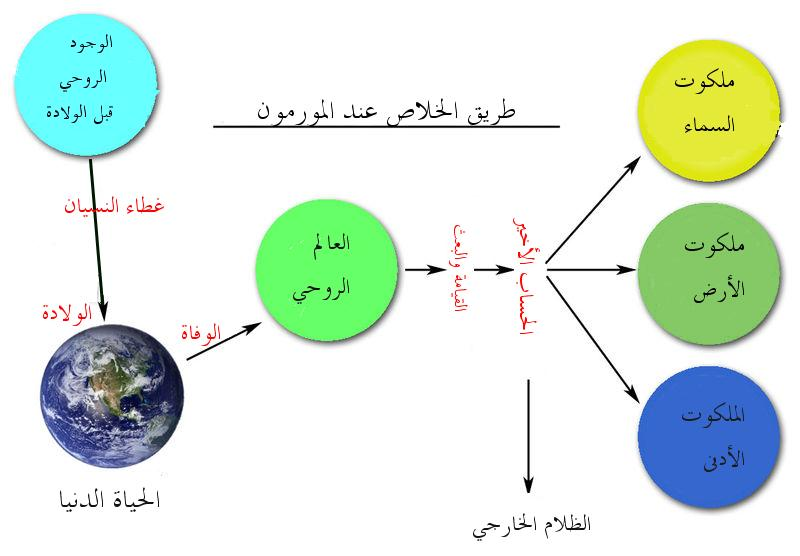
طريق الخلاص كما تعلمه كنيسة يسوع المسيح لقديسي الأيام الأخيرة.

يؤمن المورمون بفكرة الوجود الروحي قبل الولادة والتي تعني بأن البشر في الواقع هم أبناء روحيون لله وإنه وقبل نشوء الأرواح كان هناك عنصر من الروح الإنسانية متواجدة بصورة أبدية مع الخالق الأعظم، ولعل هذا يفسر تعاليم الكنيسة المورمونية بفكرة اشتراك الإنسان والخالق في الأبدية. الأغلبية المسيحية تؤمن بأن الخالق خلق الإنسان في صورته وإن الخالق هو الشيء الأبدي الوحيد وإن كل شخص وكل شيء بدأ هناك في وقت من الأوقات. قبيل المجمع المسكوني الأول جادل عالم الدين المسيحي آريوس الإسكندراني (250 - 336) بأنه «كان هناك وقت لم يكن المسيح فيه موجودا»، الأرثوذكسية من جهتها قالت أن المسيح أبدي وإنه اشترك مع الآب والروح القدس ولكن طرفي النقاش كانوا متفقين على أنه لم يكن أي شيء آخر ومنها الإنسان مشتركا في ذلك الوجود الأبدي. عن الحياة بعد الموت، يؤمن المورمون باحتمالية وإمكانية تقديس أو تمجيد للإنسانية جمعاء إن كانو جديرين بها حيث جاء على لسان أحد أنبياء المورمون واسمه لورينزو سنو أحد أكثر التصريحات إثارة للجدل حيث قال نصا: « كما هو الإنسان الآن كان الخالق يوما ما وكما هو الخالق الآن يمكن أن يكون الإنسان».
هذا التصريح الجريء يفسره البعض بإيمان الكنيسة بان الله كان مرة رفات رجل والرجال يمكن أن تصبح آلهة. يمكن أيضا ملاحظة الاختلافات بين الكنائس التقليدية والمورمون عند النظر إلى فكرة الخلاص والخطيئة الأولى، فالكنائس التقليدية تؤمن بان سقوط الإنسان وطرده من جنة عدن كان سببها الخطيئة الأولى بمعصية الخالق. الكنيسة المورمونية ترفض مفهوم الخطيئة الأصلية الموروثة وإن الإنسان يعاقب على معاصيه فقط وليس المعاصي الموروثة من آدم وحواء علاوة على ذلك يعتقد المورمون ان آدم وحواء استلما نوعين متناقضين من الأوامر وهما عدم اكل الفاكهة من جهة والتكاثر وتجديد الأرض وفي هذا حسب المورمون تناقض حيث ليس بوسع المرء إنجاز إحداها بدون تجاوز الآخر ولذلك فإن الكنيسة تعلم بأن ما فعله آدم لم يكن معصية أو خطأ لأن آدم لم يكن يعرف الخير من الشر قبل السقوط. في المسيحية التقليدية يعتبر ما فعله آدم خطيئة وعصيانًا لأمر الخالق.
بالنسبة لعدم استعمال المورمون للصليب كرمز كباقي المسيحيين، فهناك العديد من الفرضيات منها مقولة غوردن هنكلي عضو لجنة الكنيسة الأعلى في عام 2005 حيث قال: «الصليب هو رمز لموت المسيح، ورسالتنا هي إعلان المسيح الحي». بعباره أخرى الصليب باعتقاد المورمون هو رمز للمسيح الذي لم يعد موجودا في العالم وهذا مناقض لعقيدة الكنيسة التي تؤمن بأن المسيح حي ويتفاعل مع العالم. من الجدير بالذكر أن الصليب يُستعمل من قبل الأكثرية المسيحية كرمز لدينهم وإيمانهم بأن لكنيستهم حصة في آلام ومعاناة المسيح على الصليب وليتذكروا معاني موت المسيح على الصليب. كان جوزيف سميث يمارس ويعلم أتباع الكنيسة ممارسة تعدد الزوجات، وبعد موته، مارس هذا الأمر نخبة من أتباعه حتى عام 1890 عندما نهت الكنيسة رسميا هذا التقليد. لا زالت بعض الأقليات الأصولية المورمونية والمنشقة من الأكثرية المورمونية تمارس هذه العادة في غرب الولايات المتحدة وكندا والمكسيك.

## تنظيم الكنيسة اليوم
في قمة كنيسة يسوع المسيح لقديسي الأيام الأخيرة هناك رئيس الكنيسة وهو الرجل الوحيد على الأرض، باعتقاد المورمون، الذي يحمل مفاتيح الكهنوت كلها، يعاونه اثنان من «الرسل»، حيث أن مجموعة المساعدين للرئيس تُعرف بهذا اللقب، والثلاثة هم القيادة التنفيذية للكنيسة، والمقصود بكلمة مفاتيح الكهنوت هو السلطة من عند الله لإدارة الكنيسة وللسماح بالقيام بمراسيم الإنجيل، ويكون كل عضو في الرئاسة رسولاً ويعتبر نبياً رغم أن الرئيس ذاته هو الوحيد الذي يتلقى الوحي من أجل الكنيسة ككل. وهناك مجلس الكنيسة العالمي ويتكون من إثني عشر شخصًا ويكون كل عضو في هذه الرابطة رسولاً ويُعتبر كل واحد منهم نبياً ورائياً وكاشفاً للكنيسة أيضا.
يأتي بالمرتبة الثانية مجلس السبعين، وهو المجلس الموسع لشؤون الكنيسة المورومونية، وفيه يتم تمثيل جميع كنائس المورمون في العالم. وعلى المستوى الإقليمي هناك رئيس الكنيسة في الإقليم ومعه رؤساء الكنائس، ويتبع كل كنيسة مجموعة من المورمون هم شعب الكنيسة وعددهم يتراوح ما بين 4000 و5000 شخص لكل كنيسة، وهؤلاء مقسمون لمجموعات صغيرة تحت نظام رئاسي لكل مجموعة، ويقوم الرؤساء بتنظيم أعمال كل مجموعة على المستوى الاجتماعي أو الثقافي أو غير ذلك من شؤون المجتمع الموروموني. من الناحية الاقتصادية، كل مورموني يدفع 10% من دخله للكنيسة، وهذا يضمن تمويلاً جيدًا لأعمال الإرساليات المورمونية في العالم.